# Tratatul privind funcționarea Uniunii Europene
Tratatul pentru Funcționarea Uniunii Europene (TFUE sau TFEU) este unul dintre cele mai importante două tratate ce formează baza constituțională a Uniunii Europene, celălalt fiind Tratatul privind Uniunea Europeană. Inițial a fost cunoscut drept Tratatul pentru Înființarea Comunității Europene.
Cea mai veche formă a Tratatului a fost amendată în urma semnăii Tratatului de la Roma la 25 martie 1957. Cea mai nouă formă, când i s-a și schimbat denumirea, a intrat în vigoare în urma semnării Tratatului de la Lisabona la 13 decembrie 2007.